# Ronald Ross (cestista)
Ronald Lovell Ross (Hobbs, 11 febbraio 1983) è un allenatore di pallacanestro ed ex cestista statunitense.

## Palmarès

### Giocatore
- Campionato cipriota: 1

Keravnos: 2016-2017